# Militära grader i Kroatien
Militära grader i Kroatien visar tjänstegrader och gradbeteckningar i den kroatiska armén och det kroatiska flygvapnet.
| Generali - Generalspersoner                     |                                        |                                        |                                        |                                        |                                       |                                       |                                       |                                       |                                       |                                       |                                       |                                       |                                       |                                       |                                  |                                  |                                  |                                  |                                  |                                  |                                  |                                  |                                  |                                  |                                  |                                  |                                  |                                  |                                  |
|                                                 |                                        |                                        |                                        |                                        |                                       |                                       |                                       |                                       |                                       |                                       |                                       |                                       |                                       |                                       |                                  |                                  |                                  |                                  |                                  |                                  |                                  |                                  |                                  |                                  |                                  |                                  |                                  |                                  |                                  |
| stožerni general                                | stožerni general                       | stožerni general                       | stožerni general                       | stožerni general                       | stožerni general                      | general zbora                         | general zbora                         | general zbora                         | general zbora                         | general zbora                         | general zbora                         | general pukovnik                      | general pukovnik                      | general pukovnik                      | general pukovnik                 | general pukovnik                 | general pukovnik                 | general bojnik                   | general bojnik                   | general bojnik                   | general bojnik                   | general bojnik                   | general bojnik                   | brigadni general                 | brigadni general                 | brigadni general                 | brigadni general                 | brigadni general                 | brigadni general                 |
| Armégeneral                                     | Armégeneral                            | Armégeneral                            | Armégeneral                            | Armégeneral                            | Armégeneral                           | General                               | General                               | General                               | General                               | General                               | General                               | Generallöjtnant                       | Generallöjtnant                       | Generallöjtnant                       | Generallöjtnant                  | Generallöjtnant                  | Generallöjtnant                  | Generalmajor                     | Generalmajor                     | Generalmajor                     | Generalmajor                     | Generalmajor                     | Generalmajor                     | Brigadgeneral                    | Brigadgeneral                    | Brigadgeneral                    | Brigadgeneral                    | Brigadgeneral                    | Brigadgeneral                    |
| Časnici - Officerare                            |                                        |                                        |                                        |                                        |                                       |                                       |                                       |                                       |                                       |                                       |                                       |                                       |                                       |                                       |                                  |                                  |                                  |                                  |                                  |                                  |                                  |                                  |                                  |                                  |                                  |                                  |                                  |                                  |                                  |
| Viši časnici - Regementsofficerare              | Viši časnici - Regementsofficerare     | Viši časnici - Regementsofficerare     | Viši časnici - Regementsofficerare     | Viši časnici - Regementsofficerare     | Viši časnici - Regementsofficerare    | Viši časnici - Regementsofficerare    | Viši časnici - Regementsofficerare    | Viši časnici - Regementsofficerare    | Viši časnici - Regementsofficerare    | Viši časnici - Regementsofficerare    | Viši časnici - Regementsofficerare    | Viši časnici - Regementsofficerare    | Viši časnici - Regementsofficerare    | Viši časnici - Regementsofficerare    | Niži časnici - Kompaniofficerare | Niži časnici - Kompaniofficerare | Niži časnici - Kompaniofficerare | Niži časnici - Kompaniofficerare | Niži časnici - Kompaniofficerare | Niži časnici - Kompaniofficerare | Niži časnici - Kompaniofficerare | Niži časnici - Kompaniofficerare | Niži časnici - Kompaniofficerare | Niži časnici - Kompaniofficerare | Niži časnici - Kompaniofficerare | Niži časnici - Kompaniofficerare | Niži časnici - Kompaniofficerare | Niži časnici - Kompaniofficerare | Niži časnici - Kompaniofficerare |
|                                                 |                                        |                                        |                                        |                                        |                                       |                                       |                                       |                                       |                                       |                                       |                                       |                                       |                                       |                                       |                                  |                                  |                                  |                                  |                                  |                                  |                                  |                                  |                                  |                                  |                                  |                                  |                                  |                                  |                                  |
| brigadir                                        | brigadir                               | brigadir                               | brigadir                               | brigadir                               | pukovnik                              | pukovnik                              | pukovnik                              | pukovnik                              | pukovnik                              | bojnik                                | bojnik                                | bojnik                                | bojnik                                | bojnik                                | satnik                           | satnik                           | satnik                           | satnik                           | satnik                           | natporučnik                      | natporučnik                      | natporučnik                      | natporučnik                      | natporučnik                      | poručnik                         | poručnik                         | poručnik                         | poručnik                         | poručnik                         |
| Överste                                         | Överste                                | Överste                                | Överste                                | Överste                                | Överstelöjtnant                       | Överstelöjtnant                       | Överstelöjtnant                       | Överstelöjtnant                       | Överstelöjtnant                       | Major                                 | Major                                 | Major                                 | Major                                 | Major                                 | Kapten                           | Kapten                           | Kapten                           | Kapten                           | Kapten                           | Löjtnant                         | Löjtnant                         | Löjtnant                         | Löjtnant                         | Löjtnant                         | Fänrik                           | Fänrik                           | Fänrik                           | Fänrik                           | Fänrik                           |
| Dočasnici - Specialistofficerare och gruppbefäl |                                        |                                        |                                        |                                        |                                       |                                       |                                       |                                       |                                       |                                       |                                       |                                       |                                       |                                       |                                  |                                  |                                  |                                  |                                  |                                  |                                  |                                  |                                  |                                  |                                  |                                  |                                  |                                  |                                  |
| Viši dočasnici - Specialistofficerare           | Viši dočasnici - Specialistofficerare  | Viši dočasnici - Specialistofficerare  | Viši dočasnici - Specialistofficerare  | Viši dočasnici - Specialistofficerare  | Viši dočasnici - Specialistofficerare | Viši dočasnici - Specialistofficerare | Viši dočasnici - Specialistofficerare | Viši dočasnici - Specialistofficerare | Viši dočasnici - Specialistofficerare | Viši dočasnici - Specialistofficerare | Viši dočasnici - Specialistofficerare | Viši dočasnici - Specialistofficerare | Viši dočasnici - Specialistofficerare | Viši dočasnici - Specialistofficerare | Niži dočasnici - Gruppbefäl      | Niži dočasnici - Gruppbefäl      | Niži dočasnici - Gruppbefäl      | Niži dočasnici - Gruppbefäl      | Niži dočasnici - Gruppbefäl      | Niži dočasnici - Gruppbefäl      | Niži dočasnici - Gruppbefäl      | Niži dočasnici - Gruppbefäl      | Niži dočasnici - Gruppbefäl      | Niži dočasnici - Gruppbefäl      | Niži dočasnici - Gruppbefäl      | Niži dočasnici - Gruppbefäl      | Niži dočasnici - Gruppbefäl      | Niži dočasnici - Gruppbefäl      | Niži dočasnici - Gruppbefäl      |
|                                                 |                                        |                                        |                                        |                                        |                                       |                                       |                                       |                                       |                                       |                                       |                                       |                                       |                                       |                                       |                                  |                                  |                                  |                                  |                                  |                                  |                                  |                                  |                                  |                                  |                                  |                                  |                                  |                                  |                                  |
| časnički namjesnik                              | časnički namjesnik                     | časnički namjesnik                     | časnički namjesnik                     | časnički namjesnik                     | stožerni narednik                     | stožerni narednik                     | stožerni narednik                     | stožerni narednik                     | stožerni narednik                     | nadnarednik                           | nadnarednik                           | nadnarednik                           | nadnarednik                           | nadnarednik                           | narednik                         | narednik                         | narednik                         | narednik                         | narednik                         | desetnik                         | desetnik                         | desetnik                         | desetnik                         | desetnik                         | skupnik                          | skupnik                          | skupnik                          | skupnik                          | skupnik                          |
| Regementsförvaltare Flottiljförvaltare          | Regementsförvaltare Flottiljförvaltare | Regementsförvaltare Flottiljförvaltare | Regementsförvaltare Flottiljförvaltare | Regementsförvaltare Flottiljförvaltare | Förvaltare                            | Förvaltare                            | Förvaltare                            | Förvaltare                            | Förvaltare                            | Fanjunkare                            | Fanjunkare                            | Fanjunkare                            | Fanjunkare                            | Fanjunkare                            | Förste sergeant                  | Förste sergeant                  | Förste sergeant                  | Förste sergeant                  | Förste sergeant                  | Sergeant                         | Sergeant                         | Sergeant                         | Sergeant                         | Sergeant                         | Korpral                          | Korpral                          | Korpral                          | Korpral                          | Korpral                          |
| Vojnici - Soldater                              |                                        |                                        |                                        |                                        |                                       |                                       |                                       |                                       |                                       |                                       |                                       |                                       |                                       |                                       |                                  |                                  |                                  |                                  |                                  |                                  |                                  |                                  |                                  |                                  |                                  |                                  |                                  |                                  |                                  |
|                                                 |                                        |                                        |                                        |                                        |                                       |                                       |                                       |                                       |                                       |                                       |                                       |                                       |                                       |                                       |                                  |                                  |                                  |                                  |                                  | saknar gradbeteckning            |                                  |                                  |                                  |                                  |                                  |                                  |                                  |                                  |                                  |
| razvodnik                                       | razvodnik                              | razvodnik                              | razvodnik                              | razvodnik                              | razvodnik                             | razvodnik                             | razvodnik                             | razvodnik                             | razvodnik                             | pozornik                              | pozornik                              | pozornik                              | pozornik                              | pozornik                              | pozornik                         | pozornik                         | pozornik                         | pozornik                         | pozornik                         | vojnik                           | vojnik                           | vojnik                           | vojnik                           | vojnik                           | vojnik                           | vojnik                           | vojnik                           | vojnik                           | vojnik                           |
| Vicekorpral                                     | Vicekorpral                            | Vicekorpral                            | Vicekorpral                            | Vicekorpral                            | Vicekorpral                           | Vicekorpral                           | Vicekorpral                           | Vicekorpral                           | Vicekorpral                           | Menig 1kl                             | Menig 1kl                             | Menig 1kl                             | Menig 1kl                             | Menig 1kl                             | Menig 1kl                        | Menig 1kl                        | Menig 1kl                        | Menig 1kl                        | Menig 1kl                        | Menig                            | Menig                            | Menig                            | Menig                            | Menig                            | Menig                            | Menig                            | Menig                            | Menig                            | Menig                            |